# Leyland Gnu
Der Leyland Gnu mit der Typenbezeichnung TE war ein Busfahrgestell des britischen Nutzfahrzeugherstellers Leyland Motors. Der Typ wurde nur 1937 gebaut. Das Chassis besaß bei insgesamt drei Achsen zwei lenkbare Vorderachsen ähnlich wie später der Bedford VAL. Das Konzept konnte sich jedoch zur damaligen Zeit nicht durchsetzen, es wurden lediglich acht Exemplare gebaut.
Die Aufbauten für den Bus wurden von Duple sowie von Alexander gebaut und besaßen bis zu 40 Sitzplätze. Untypisch für britische Busse der damaligen Zeit, besaß der Gnu einen Frontlenkeraufbau. Es wurden sowohl Reise- als auch Linienbusse hergestellt. 